# Stadtbefestigung Mont-Saint-Michel

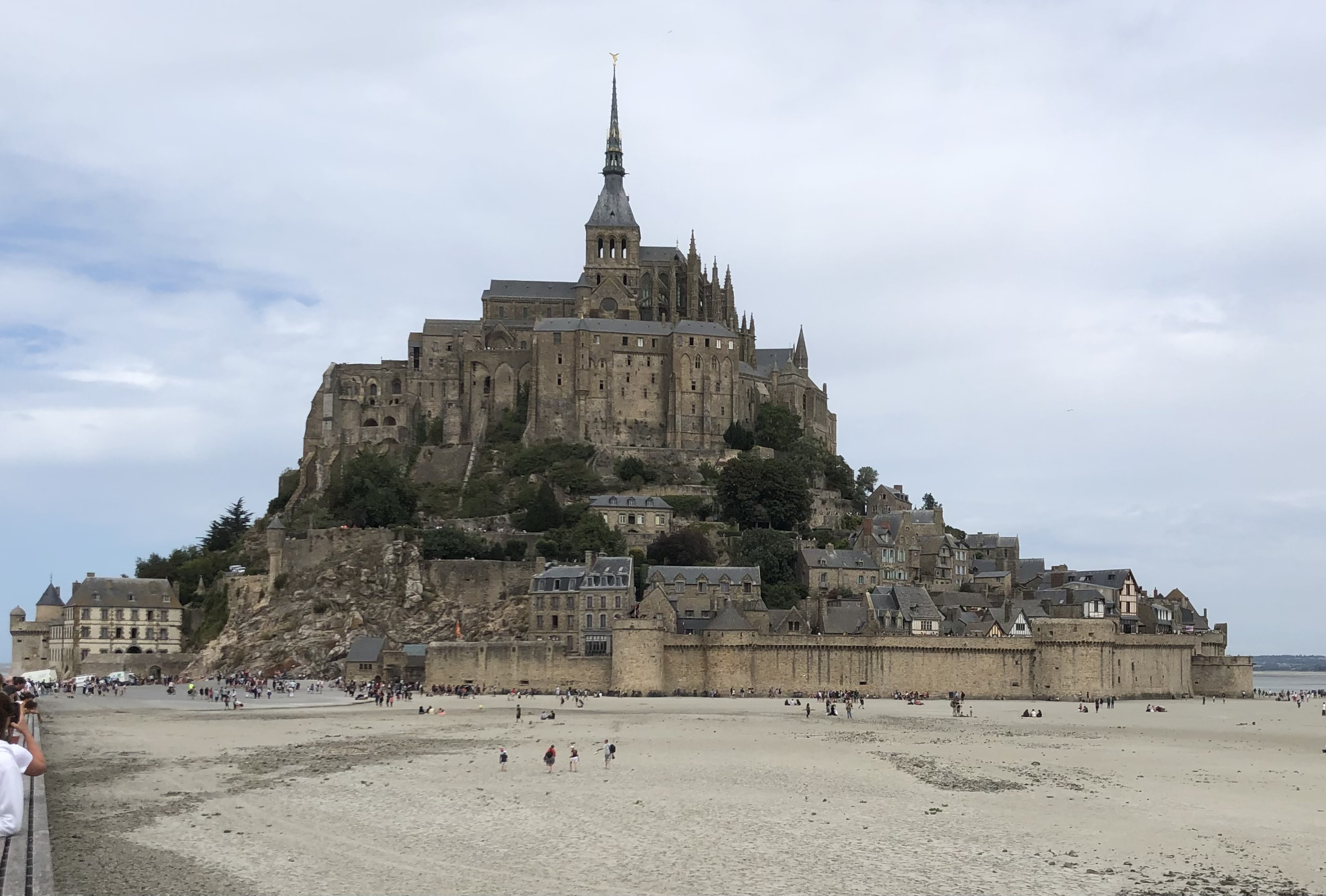
Blick auf Mont-Saint-Michel, 2022

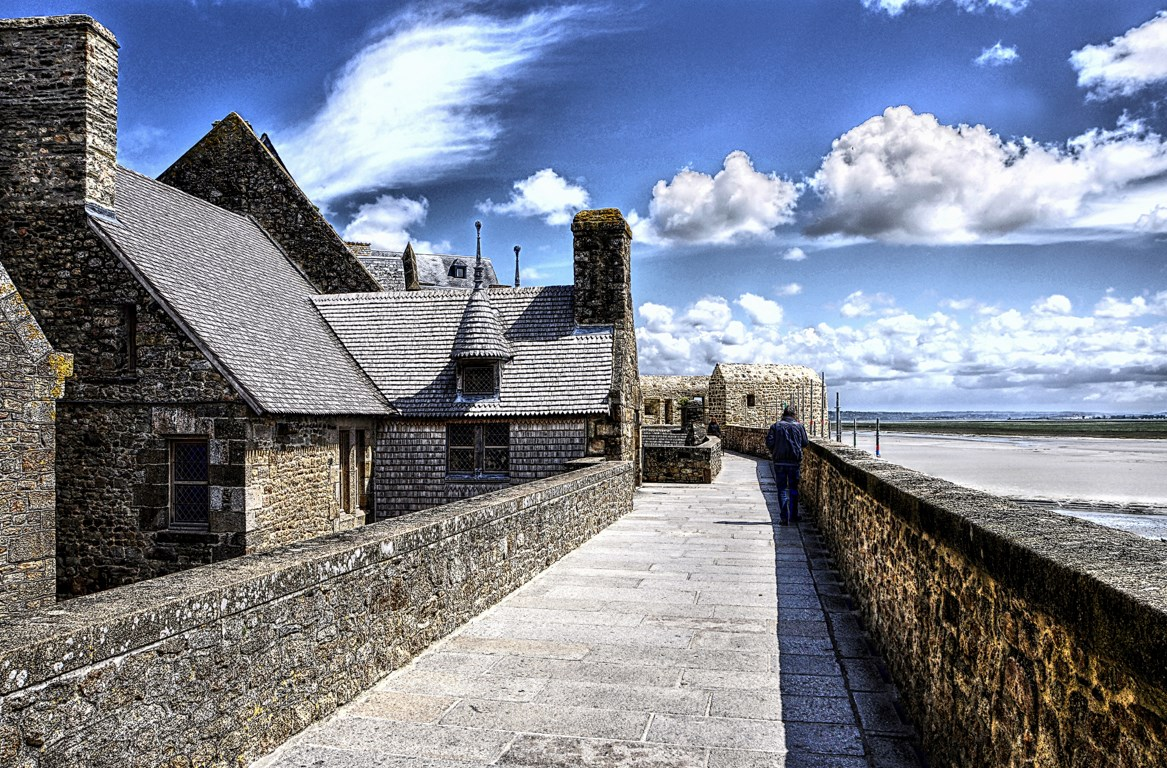
Wehrgang, 2013

Die Stadtbefestigung Mont-Saint-Michel ist die denkmalgeschützte Stadtbefestigung der Gemeinde Le Mont-Saint-Michel in Frankreich.

## Architektur und Geschichte
Erste ernsthaftere Befestigungsanlagen im Umfeld der Abtei Mont-Saint-Michel ließ der französische König Ludwig der Heilige im 13. Jahrhundert an der Stelle erster rudimentärer Palisaden errichten, die es bereits im 10. Jahrhundert gab. Guy de Thouars scheiterte 1024 mit dem Versuch der Einnahme des Mont-Saint-Michel. 1091 war der spätere englische König Heinrich I. hier erfolglos von seinen Brüdern belagert worden.
Im 14. bis 16. Jahrhundert erfolgten mehrfach Verstärkungen der Anlagen. So entstanden die drei befestigten Tore Porte de l’Avancée, Königstor und das Boulevard-Tor. Markant ist die das Dorf zur Seeseite schützende Kurtine, die mit einem Wehrgang versehen wurde. Sie wurde durch zehn Wachtürme ergänzt. Heute sind erhalten der Königsturm, der Turm der Arkade, der Turm Denis (nur Fundament), der Freiheitsturm, der Niedrige Turm, der Halbmond, der Turm Boucle, der Nordturm und der Turm Claudine, die zum Teil jedoch auch jüngeren Datums sind. Weiter westlich befindet sich die gesonderte Verteidigungsanlage Enceinte des Fanils.
Insbesondere während des Hundertjährigen Kriegs war die Stadtbefestigung militärischen Angriffen ausgesetzt. 1419 lief Abt Robert Jolivet, der zuvor die Befestigung hatte ausbauen lassen, zu den feindlichen Engländern über. Trotzdem gelang es, die Festungsanlage zu verteidigen, die neben den baulichen Anlagen auch durch die ständig wechselnden Gezeiten geschützt wurde. Im Jahr 1434 wurde ein baldiger Sieg der die Festung belagernden Engländer erwartet. Durch feindlichen Beschuss, es wurden Kanonenkugeln mit einem Gewicht von bis zu 150 Kilogramm verwendet, war eine Lücke in die Mauern geschlagen worden. Durch diese Bresche unternahmen die Verteidiger einen erfolgreichen Ausfall, der die Engländer zum Rückzug zwang. Dabei wurden zwei große Geschütze, die Michelettes, erbeutet, die heute neben dem Königstor aufgebaut sind. Letztlich fiel Mont-Saint-Michel im gesamten Krieg nie an die Engländer.
Der französische König Ludwig XI. finanzierte den weiteren Ausbau der Stadtbefestigung. So entstanden in der Zeit um 1480 drei neue Türme, darunter der Turm Boucle.
1875 wurde die Anlage als Monument Historique registriert, eine Konkretisierung erfolgte mit Dekret vom 9. Mai 1904. Sie wird in der Liste der Monuments historiques in Le Mont-Saint-Michel unter der Nummer PA00110514 mit dem Status Classé geführt. Die Anlage befindet sich in staatlichem Eigentum.